# 6932 Таніґавадаке
6932 Таніґавадаке (6932 Tanigawadake) — астероїд головного поясу, відкритий 24 грудня 1994 року.
Тіссеранів параметр щодо Юпітера — 3,526.
Названо на честь Таніґавадаке (яп. たにがわだけ(谷川岳) таніґавадаке).